# Splinter (오프스프링의 음반)
| 전문가 평가                   | 전문가 평가 |
| 총 점수                       | 총 점수     |
| 출처                          | 점수        |
| ----------------------------- | ----------- |
| 메타크리틱                    | 60/100      |
| 평가 점수                     |             |
| 출처                          | 점수        |
| Allmusic                      | [ 1 ]       |
| Alternative Press             | [ 4 ]       |
| Blender                       | [ 5 ]       |
| Drowned in Sound              | 4/10        |
| Entertainment Weekly          | B−          |
| PopMatters                    | [ 2 ]       |
| Rolling Stone                 | [ 8 ]       |
| The Rolling Stone Album Guide | [ 9 ]       |
| Spin                          | 5/10        |
| USA Today                     | [ 11 ]      |

《Splinter》는 2003년 12월 9일, 컬럼비아 레코드에서 발매된 미국의 펑크 록 밴드 오프스프링의 일곱 번째 스튜디오 음반이다. 이 음반은 녹음 세션 전에 해고된 오랜 드러머 론 웰티 없이 밴드가 발매한 첫 번째 음반이었다.
비록 오프스프링의 이전 음반들만큼 성공적이지는 않았지만, 《Splinter》는 발매 두 달 만에 골드 인증을 받았다. 이 음반은 평균적인 평가를 받았지만, 여전히 상당히 잘 팔렸고, 첫 주에 약 87,000장이 팔리면서 미국 빌보드 200에서 30위로 데뷔했다. 〈Hit That〉과 〈(Can't Get My) Head Around You〉는 이 음반에 동반된 유일한 두 싱글이었고, 〈Spare Me the Details〉도 싱글로 발매되었지만 뉴질랜드에서만 차트에 올랐다.

## 배경
거의 2년 동안 《Conspiracy of One》 음반을 지원한 후, 오프스프링은 2002년 말에 《Splinter》를 위한 곡을 쓰기 시작했다.
이 음반의 녹음 세션은 2003년 1월부터 8월까지 계속되어 오프스프링이 그렇게 긴 음반을 녹음한 것은 이번이 처음이었다(그들의 다음 음반인 2008년의 《Rise and Fall, Rage and Grace》는 녹음하는 데 1년 이상이 걸렸지만).
녹음 세션 3주 전, 밴드의 이전 음반 6장에서 모두 연주했던 오랜 드러머 론 웰티가 자신의 밴드인 스테디 그라운드를 추구하기 위해 오프스프링을 떠났지만, 나중에 "사전 통보 없이" 덱스터 홀랜드와 누들스에 의해 해고되었다는 것이 밝혀졌다 2020년 9월 10일, 웰티는 이 밴드를 상대로 로열티 미지급 소송을 제기했다.
웰티의 즉각적인 대체자를 찾기가 어려웠기 때문에 밴드는 세션 음악가 조시 프리스를 선택했고, 그의 밴드 반달스는 덱스터 홀랜드의 레이블 니트로 레코드와 계약을 맺었을 때 만났고, 마침 음반에 플레이 드럼을 녹음하기 시작할 때 마을에 있었다. 홀랜드는 프리스가 "단 며칠 만에 모든 드럼을 완성했고, 그는 어 퍼펙트 서클이나 그가 하는 다른 어떤 것도 아닌 오프스프링처럼 들렸다"고 언급했다 음반이 끝난 후, 아톰 윌러드는 투어 드러머로 고용되었다.
오프닝 트랙인 〈Neocon〉의 관중 보컬은 2002년 레딩 페스티벌의 메인 무대에서 오프스프링이 촬영하는 동안 녹음되었다.
이 음반에는 〈Pass Me By〉라는 곡이 녹음되어 있었다. 밴드는 그것이 《Splinter》에게 너무 무겁다고 느꼈고, 이것이 그것이 디스크에 포함되지 않은 이유이다.

## 곡 목록
모든 곡들은 덱스터 홀랜드에 의해 작사/작곡하였다.
| #   | 제목                           | 재생 시간 |
| --- | ------------------------------ | --------- |
| 1.  | Neocon                         | 1:06      |
| 2.  | The Noose                      | 3:18      |
| 3.  | Long Way Home                  | 2:23      |
| 4.  | Hit That                       | 2:49      |
| 5.  | Race Against Myself            | 3:32      |
| 6.  | (Can't Get My) Head Around You | 2:14      |
| 7.  | The Worst Hangover Ever        | 2:58      |
| 8.  | Never Gonna Find Me            | 2:39      |
| 9.  | Lightning Rod                  | 3:20      |
| 10. | Spare Me the Details           | 3:24      |
| 11. | Da Hui                         | 1:42      |
| 12. | When You're in Prison          | 2:35      |

## 인증
| 국가                                                                                         | 인증     | 판매량/출하량 |
| -------------------------------------------------------------------------------------------- | -------- | ------------- |
| 오스트레일리아 (ARIA)                                                                        | 플래티넘 | 70,000^       |
| 프랑스 (SNEP)                                                                                | 골드     | 100,000*      |
| 일본 (RIAJ)                                                                                  | 골드     | 100,000^      |
| 스위스 (IFPI 스위스)                                                                         | 골드     | 20,000^       |
| 영국 (BPI)                                                                                   | 골드     | 100,000       |
| 미국 (RIAA)                                                                                  | 골드     | 500,000^      |
| *판매량을 기반으로 한 인증 · ^출하량을 기반으로 한 인증 · 판매량+스트리밍을 기반으로 한 인증 |          |               |